# Kiyohara no Fukayabu
En aquest nom japonès, el cognom és Kiyohara.
Kiyohara no Fukayabu (清原深養父) fou un poeta i buròcrata japonés que visqué a mitjan període Heian. Era avi (i possiblement pare) de Kiyohara no Motosuke i besavi (i possiblement avi) de Sei Shōnagon. El seu nom apareix en les llistes antològiques del Chûko Sanjûrokkasen i de l'Ogura Hyakunin Isshu.
Ocupà alguns càrrecs governamentals. Disset yamato-uta seus s'inclogueren en l'antologia imperial Kokin Wakashū. També fou intèrpret de koto i fou amic de Fujiwara no Kanesuke, Ki no Tsurayuki i Ôshikôchi Mitsune. En els seus darrers anys es reclogué al temple de Fudaraku-ji. Aplegà els seus poemes en el Fukayabu-shū (深養父集).